# Пушкинский краеведческий музей
Пу́шкинский краеве́дческий музе́й — краеведческий музей, посвящённый истории города Пушкино и его окрестностей с древнейших времён до настоящего времени. Музей является бюджетным учреждением и находится в подчинении администрации Пушкинского городского округа.

## История
Систематическая краеведческая деятельность в окрестностях села Пушкино началась с организации специального кружка по изучению местного края при школе деревни Талицы Софринской волости в апреле 1917 года. Инициатором создания кружка выступил один из учителей данной школы — Сергей Иванович Попов.
Главным достижением Софринского кружка стало создание сочинения под названием «Софринский волостной краеведческий сборник», содержавшего информацию о природе, населении, культуре, сельском хозяйстве данной местности. Однако, данный сборник не был отправлен в печать.
В ходе состоявшийся 22-24 марта 1930 года IV Всероссийской конференции по краеведению было принято решение об упразднении местных краеведческих обществ и создании окружных краеведческих бюро, находящихся под надзором органов государственной власти. Таким образом, софринский краеведческий кружок был вынужден официально прекратить свою деятельность в 1931 году. Возобновление активной краеведческой работы в окрестностях города Пушкино началось уже в период «хрущёвской оттепели».
Итак, созданное в 1953 году Министерство культуры СССР начинает проводить политику, направленную на привлечение внимания к вопросу сохранения историко-культурного наследия страны.
В конце 1950-х годов в газете города Пушкино появляются заметки об истории села Пушкино, пребывании на его территории известных людей. В 1961 году при местной библиотеке был организован неофициальный краеведческий клуб, который незамедлительно начал активную деятельность по сбору и изучении информации об истории города Пушкино и его окрестностей.
19 июля 1962 года, с одобрения Пушкинского горисполкома, в городе Пушкино был официально учрежден так называемый «Краеведческий клуб трёх поколений». Совет клуба возглавил А. И. Кириллов, секретарем был Г. Ф. Фролов, в его члены входили К. К. Журбицкий, В. И. Камзолкина, З. Т. Исаева, А. И. Антонова, С. А. Парамонова, П. Н. Бадаржанова, В. Г. Колпаков, И. О. Приходько, Г. К. Кравцов, Б. Б. Горина, А. Б. Панасюк, Л. С. Раменская.
Дата учреждения краеведческого клуба фактически стала отправной точкой и для краеведческого музея города Пушкино. Поскольку, первоначально пушкинский краеведческий клуб не имел собственных специальных помещений, собранные музейные экспонаты хранились в домах членов совета клуба. В декабре 1962 года для хранения экспонатов в Районном доме культуры была выделена отдельная комната.
В 1980 году для размещения экспозиции Пушкинского краеведческого музея городскими властями было выделено отдельное здание — бывшая купеческая усадьба, расположенная по адресу: г. Пушкино, Московский проспект, 35а.
На новом месте музей открыл двери для посетителей в ноябре 1982 года. К тому времени фонд музея насчитывал около 1.500 экспонатов. Музей продолжал функционировать на общественных началах. В апреле 1987 года за активную работу общественному музею города Пушкино было присвоено почётное звание «Народный музей».
В 1988 году музей принял официальный статус государственного учреждения культуры со штатными сотрудниками. Директором музея был назначен бывший военный С. А. Акинин. Повседневную работу с посетителями стали вести научные сотрудники музея О. Н. Бойко и Т. И. Гозак.
В феврале 2016 года городскими властями в пользование музею была передана так называемая усадьба «Дача Струковых», расположенная по адресу: г. Пушкино, 1-я Серебрянская улица, 3. Усадьба построена, предположительно, в 1877 году.
В начале 2017 года в основном здании музея произошла авария отопительной системы, в результате которой музей был закрыт некоторое время по техническим причинам.
В марте 2019 года коллекция музея пополнилась материалами о развитии сельского хозяйства в окрестностях Пушкино на протяжении XX века. Материалы были переданы местными сельскохозяйственными предприятиями из собственных архивов, в частности ценные исторические документы предоставил племенной завод АО «Зеленоградское», расположенный в селе Ельдигино.

## Фонды
Объём основного фонда музея насчитывает более 7 000 предметов.

## Здания

### История главного здания
С 1980 года главным зданием, в котором расположена экспозиция музея, является так называемый особняк «Дача Ра́бенек-Михайловых», построенный во второй половине XIX века и, предположительно, реконструированный в начале XX века.
Первоначальными хозяевами данного особняка были потомки прусского промышленника Людвига Августа Рабенека, основавшего пряжекрасильную мануфактуру в сельце Соболево (ныне территория города Щёлково). Точное время постройки особняка на данный момент остается невыясненным.
В начале XX века данный особняк приобрел, предположительно, владелец московской ткацкой мануфактуры Михайлов, Митрофан Митрофанович.
Таким образом, за особняком закрепилось неофициальное название — «Дача Ра́бенек-Михайловых».
В советский период до 1980 года в здании в разное время располагались следующие учреждения: детская школа-колония, дом отдыха рабочих московских фабрик, военкомат, милиция.
В настоящее время, в соответствии с постановлением Правительства Московской области от 15.03.2002 № 84/9, особняк является объектом культурного наследия Московской области регионального значения.

### Архитектура главного здания
Особняк представляет собой деревянный трёхэтажный дом, возведенный в неорусском стиле.
Конструкция здания — сруб «в лапу», включает такие элементы как веранда, эркера, балконы на разных уровнях, открытая терраса. С правой стороны от крыльца на восточном фасаде имеется крытый переход, соединяющий предполагаемую кухню с хозяйственными постройками. Помещения первого этажа имеют разную высоту, что соответственно позволило создать оригинальную планировку второго и третьего этажей.

## Экспозиция
Постоянная экспозиция музея посвящена следующим темам:
- Природа Пушкинского края;
- История пребывания славянских племён в окрестностях современного Пушкино;
- История села Пушкино;
- Развитие промышленности вблизи села Пушкино в XIX веке и история семьи Арманд;
- Интерьер гостиной местной аристократии конца XIX — начала XX веков;
- Деятели искусства и литературы XX века, пребывавшие и творившие в Пушкино и окрестностях;
- Мемориальная комната-мастерская художника Е. И. Камзолкина (автор эмблемы СССР «серп и молот»), прожившего в Пушкино бо́льшую часть жизни;
- Пушкинский район в годы Великой Отечественной войны 1941—1945 гг.;
- Творчество местных художников, скульпторов, мастеров декоративно-прикладного искусства.

## События
Музей регулярно проводит пешие экскурсии по городу Пушкино и его окрестностям.